# Remote Control
«Remote Control» — песня Канье Уэста с его десятого студийного альбома Donda (2021). Она содержит вокал от Янг Тага и была спродюсирована Cubeatz, Digital Nas, Ojivolta, 88-Keys, Mike Dean и Teddy Walton.

## История
В апреле 2021 года музыкальный продюсер Digital Nas был приглашён для работы с Уэстом в Лос-Анджелесе после того, как Канье услышал его песни от Мовалолу Огунлеси, директора по дизайну совместной работы Уэста с Yeezy Gap. Digital Nas дал Йе папку со 150 битами, из которых Уэст исполнил фристайл примерно на 60 из них. В альбом вошли два трека «Junya» и «Remote Control». Говоря о песнях, Digital Nas сказал: «Этот звук был так похож на мантру. Это было просто. Это было похоже на чувство. [Йе и я] называем это монашеской музыкой».
Участие Янг Тага на треке появилось после того, как он предупредил Уэста, что их дружбе придёт конец, если он не будет на альбоме. Таг пояснил, что его вклад в песню не был вдохновлён или проинструктирован Канье.
Soulja Boy записал куплет для трека, но не был включён в окончательную версию песни. После выхода альбома рэпер поделился фрагментом своего куплета в Instagram с подписью: «Fuck Kanye» (с англ. — «Нахер Канье»).  Soulja Boy выразил недовольство из-за того, что Уэст удалил его с песни, предварительно не поговорив с ним об этом. Рэпер опубликовал серию твитов, заявив, что «если ему не понравился куплет, он должен был это сказать». 5 ноября 2021 года в интервью N.O.R.E. Уэст сказал, что, по его мнению, Soulja Boy входит в пятёрку самых влиятельных артистов, и когда его спросили, почему исполнителя убрали с Donda, Уэст пошутил: «Вы не слышите этот куплет ?».  Н.О.Р.Е. спросил: «Куплет был плохим?», и Уэст продолжил: «Нет, вот что я вам скажу, Soulja Boy - это будущее, Фьючер - это будущее ...».

## Продолжение
Кид Кади не участвовал на оригинальной Donda. Кади рассказал, как Уэст связался с ним, в результате чего он записал куплеты для «Moon» и «Remote Control». Его участие было анонсировано на втором прослушивании 6 августа 2021 года, но удалено из финальной версии. 27 октября 2021 года Уэст выпустил колонку-микшер Donda Stem Player. На нём содержалось три ранее не издававшихся трека, а также версия «Remote Control» при участии Кида Кади. «Remote Control pt 2» была официально выпущена в составе делюкс-версии Donda 14 ноября 2021 года.

## Участники записи
Основные участники
- Канье Уэст – вокал, продюсирование, автор песни
- Янг Таг – гостевой исполнитель, автор песни
- Cubeatz – продюсирование, автор песен, клавишные
- Digital Nas – продюсирование, автор песен, драм-машина
- Ojivolta - продюсирование, автор песен, клавишные
- 88-Keys – сопродюсирование, автор песен
- Mike Dean – сопродюсирование, автор песен
- Teddy Walton – дополнительное продюсирование, автор песен
- Brandee Younger – арфа

Техническая часть
- Irko – миксинг, мастеринг
- Алехандро Родригез-Доусон – инженеринг
- Bainz – запись
- Джонатан Пфзар – запись
- Джош Берг – запись
- Микалай Скробат – запись
- Рорк Бэйли – запись
- Уилл Чэйсон – помощь в записи
- Louis Bell – продюсирование вокала
- Cirkut – продюсирование вокала

## Чарты

### Недельные чарты
| Чарт (2021)                           | Высшая позиция |
| ------------------------------------- | -------------- |
| Австралия (ARIA)                      | 34             |
| Канада (Billboard Canadian Hot 100)   | 39             |
| Франция (SNEP)                        | 151            |
| Мир (Billboard Global 200)            | 38             |
| США (Billboard Hot 100)               | 40             |
| США (Billboard Hot Christian Songs)   | 11             |
| США Gospel Songs (Billboard)          | 11             |
| США (Billboard Hot R&B/Hip-Hop Songs) | 20             |

### Годовой итоговый чарт
| Чарт (2021)                     | Позиция |
| ------------------------------- | ------- |
| США Christian Songs (Billboard) | 48      |
| США Gospel Songs (Billboard)    | 15      |

### Комментарии
1. 1 2  Сопродюсер
2. ↑  Дополнительный продюсер